# Машков, Владимир Николаевич
Влади́мир Никола́евич Машко́в (род. 3 февраля 1976 в Москве, РСФСР, СССР) — российский хоккеист. Нападающий сборной России по сурдохоккею. Чемпион зимних Сурдлимпийских игр (2015), чемпион мира (2013). Призёр чемпионатов России по хоккею с шайбой (спорт глухих). Заслуженный мастер спорта России.
Член сурдлимпийской сборной команды России с 2009 года. Тренируется в РСООИ «ФСГ г.Москвы».

## Награды и спортивные звания
- Почётная грамота Президента Российской Федерации (8 апреля 2015 года) — за выдающийся вклад в повышение авторитета Российской Федерации и российского спорта на международном уровне и высокие спортивные достижения на XVIII Сурдлимпийских зимних играх 2015 года[2].
- Заслуженный мастер спорта России (2015).